# سیارک ۱۲۰۰۴۰
سیارک ۱۲۰۰۴۰ (به انگلیسی: 120040 Pagliarini، نامگذاری:2003BF5) صد و بیست هزار و چهلمین سیارک کشف شده‌است که در ۲۴ ژانویه ۲۰۰۳ کشف شد.